# 清工部琉璃窑厂办事公所
清工部琉璃窑厂办事公所，位于北京市门头沟区龙泉镇琉璃渠村。

## 历史
琉璃渠村西依九龙山，东依永定河，是古西山大道的进山口，古西山大道是旧时北京通往怀来盆地的的交通线。琉璃渠村东距北京城25公里。自元朝开始，朝廷在琉璃渠村设琉璃局，并派官员管辖，琉璃渠村也是在元朝形成。元朝之前，琉璃渠村尚未形成村落，仅住有刘、李两姓人家，耕作为业。元朝初年，在该村兴建琉璃窑后，朝廷派官员进驻，大批窑匠、工匠迁入此处，此处遂形成村落。明朝在该村设立琉璃局，此地遂被称为“琉璃局”。
琉璃渠村烧造琉璃构件始于元朝。元朝在如今宣武门外的海王村兴建琉璃窑，又在门头沟琉璃渠村兴建琉璃窑厂，作为海王村的琉璃窑的分厂。朝廷专门设有管理窑务的官员，隶属少府监。明朝，营建北京宫殿需要大批琉璃砖瓦及构件，主要由城内的琉璃厂和门头沟琉璃渠村这两个窑厂烧造而成。明朝时，窑厂隶属内官监。清朝乾隆时期，北京外城内的琉璃厂已成为繁华市区，而且在城内烧造琉璃会造成城内环境污染，朝廷便降旨将城内的琉璃窑厂迁至门头沟琉璃渠村，与此处的窑厂合并。
清朝乾隆年间，原来设在琉璃厂海王村的琉璃御窑，搬迁到琉璃渠村，由祖籍山西省榆次县南小赵村的“琉璃窑赵”世家负责经营。清朝同治、光绪年间，“琉璃窑赵”第十六代传人赵花农（一说为赵宜春）主持窑厂事务，获封三品（一说五品）顶戴，他建起一座宅院，作为清朝工部琉璃窑厂的办公场所，即清工部琉璃窑厂办事公所。赵花农兴建的这座办事公所，完全依照清朝官府等级兴建。中华民国时期，琉璃渠窑厂逐渐衰落，办事公所也逐渐冷清。中华人民共和国成立后，这座宅院一直为北京琉璃制品厂的办公以及家属使用。2011年之前，北京琉璃制品厂已搬出办事公所，文物局将办事公所修葺一新。

## 建筑
琉璃渠村有两条主要街道，一条为琉璃渠前街，一条为琉璃渠后街。琉璃渠前街较为窄小破旧，后街则较为宽阔整齐，作为琉璃渠村标志的琉璃牌坊立在后街入口处。清工部琉璃窑厂办事公所设在琉璃渠前街，附近村民称该公所为“厂商宅院”。清工部琉璃窑厂办事公所位于琉璃渠前街南侧，是一座标准的两进四合院，坐北朝南，整座建筑都以回廊连接，门楼开在院落东南角，取“紫气东来”之意。